# Ozarba limbogrisea
Ozarba limbogrisea är en fjärilsart som beskrevs av Embrik Strand 1917. Ozarba limbogrisea ingår i släktet Ozarba och familjen nattflyn. Inga underarter finns listade i Catalogue of Life.